# Mary Hughes Budenbach

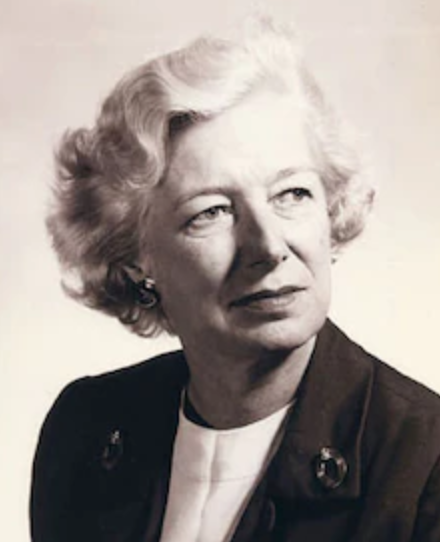
„Polly“ Budenbach (1914–2005)

Mary Caroline Hughes Budenbach (* 18. April 1914 in New York City; † 23. Juni 2005 in New Jersey) war eine US‑amerikanische Kryptoanalytikerin.

## Leben
Mary Hughes, im Familien- und Freundeskreis „Polly“ genannt, kam in New York City als Tochter von Harold Lincoln Hughes und Jane Plunkett Hughes auf die Welt. Sie wuchs im unmittelbar benachbarten Scotch Plains im Bundesstaat New Jersey auf. Als junges Mädchen besuchte sie im nahen Edison die Hartridge School und wechselte im Jahr 1934 auf das Smith College in Northampton, Massachusetts, einem der weltweit größten und angesehensten Colleges für junge Frauen. Dort schloss sie ihr Studium mit dem Bachelor (B.A.) in Englisch ab.
Im Jahr 1943, während des Zweiten Weltkriegs, verbrachte sie drei Tage bei den „WAVES“, dem freiwilligen Notdienst bei der US Navy, wurde aber für dienstuntauglich erklärt. Sie trat der kryptologischen Organisation der US Navy bei, genannt Op-20-G, und wurde dort zur Kryptoanalytikerin ausgebildet. Als Code Girl arbeitete sie höchst erfolgreich gegen japanische Marinechiffren und ihrem Team gelang es unter anderem, den japanischen Maschinenschlüssel mit dem amerikanischen Decknamen „Jade“ zu brechen. Da dieser damals von japanischen Marineattachés weltweit verwendet wurde, konnten die Amerikaner deren geheime Kommunikation „mitlesen“.
Nach dem Krieg arbeitete sie für die Armed Forces Security Agency (AFSA) und schließlich für die National Security Agency (NSA). Im Jahr 1975 wurde sie dort die Leiterin einer internen „Denkfabrik“ (Think Tank) der NSA, die spezialisierte Forschung durchführte und bahnbrechende Analysetechniken in mehreren Disziplinen entwickelte.
Im selben Jahr schied sie hochgeehrt aus den Diensten der NSA aus und verbrachte ihren Lebensabend in South Carolina. Sie wurde 91 Jahre alt.

## Postume Ehrung
Im Jahr 2017 wurde sie postum in die Hall of Honor („Ehrenhalle“) der NSA aufgenommen.